# Unit (Zahlungsverkehr)
Unit ist der voraussichtliche Name eines geplanten Zahlungsverkehrs-Systems der BRICS-plus-Staaten auf Basis einer neuen internationalen Währung.
Entsprechende Pläne wurden 2022 mit dem Ukraine-Krieg öffentlich, nachdem die seit 2014 erlassenen westlichen Sanktionen nach der Krimannexion durch Russland stark verschärft und insbesondere russische Banken von der Teilnahme am US-Zahlungsverkerssystem SWIFT ausgeschlossen worden waren. Medien außerhalb des Westens wie Al Jazeera berichteten ausführlich, dass der russische Finanzminister Anatoli Siluanow dazu aufgefordert hatte.
Im März 2024 verlautbarte der außenpolitische Berater des russischen Präsidenten Wladimir Putin, Juri Uschakow, dass eine Arbeitsgruppe des BRICS+ Business Councils an konkreten Planungen arbeite. Beobachter vermuteten, dass ein entsprechendes Konzept „2025 offizielle Politik der beteiligten Staaten werden“ könnte.